# Liste der Kulturdenkmale in Chemnitz-Yorckgebiet
In der Liste der Kulturdenkmale in Chemnitz-Yorckgebiet sind die Kulturdenkmale des Chemnitzer Stadtteils Yorckgebiet verzeichnet, die bis Juni 2022 vom Landesamt für Denkmalpflege Sachsen erfasst wurden (ohne archäologische Kulturdenkmale). Die Anmerkungen sind zu beachten.
Diese Aufzählung ist eine Teilmenge der Liste der Kulturdenkmale in Chemnitz.

## Liste der Kulturdenkmale in Chemnitz-Yorckgebiet
| Bild                                    | Bezeichnung                                             | Lage                                    | Datierung           | Beschreibung | ID       |
| --------------------------------------- | ------------------------------------------------------- | --------------------------------------- | ------------------- | --- | -------- |
| Weitere Bilder                          | Mietshaus in geschlossener Bebauung konzipiert          | Augustusburger Straße 221 (Karte)       | Bezeichnet mit 1902 | Qualitätvoller gründerzeitlicher Mietsbau mit markantem Dacherker, baugeschichtlich von Bedeutung | 09204844 |
| Weitere Bilder                          | Mietshaus in halboffener Bebauung                       | Augustusburger Straße 231 (Karte)       | Um 1905             | Qualitätvoller Mietsbau mit straffer symmetrischer Fassadengliederung, Jugendstilornamentik, baugeschichtlich von Bedeutung | 09204858 |
| Weitere Bilder                          | Mietshaus in ehemals geschlossener Bebauung             | Augustusburger Straße 233 (Karte)       | Um 1910             | Qualitätvoller Mietsbau, straffe symmetrische Fassadengliederung, Jugendstilornament, Malereireste im Treppenhaus, baugeschichtlich von Bedeutung                                                                                        | 09204861 |
| Direkt Bild zu diesem Denkmal hochladen | Wohnhaus in offener Bebauung                            | Drosselweg 25 (Karte)                   | 1958                | Traditionalistisches Einfamilienhaus, als individuelles Eigenheim Typ EW/58 - E 51 im Jahr 1958 an dem zu diesem Zeitpunkt nur teilweise bebautem Drosselweg errichtetes Wohnhaus, in gutem Originalzustand, von baugeschichtlichem Wert | 09304880 |
|                                         | Wohnhaus in offener Bebauung                            | Heinrich-Schütz-Straße 107 (Karte)      | 1912                | Charakteristischer Wohnbau in Klinkermischbauweise, bewegte Dachlandschaft, baugeschichtlich von Bedeutung | 09204899 |
| Weitere Bilder                          | Mietshaus in Ecklage mit Resten des Vorgartens          | Heinrich-Schütz-Straße 116 (Karte)      | 1912                | Zeittypischer Mietsbau, bewegte Massengliederung, hervorgehobene städtebauliche Situation, Pendant zur Nr. 114, baugeschichtlich von Bedeutung                                                                                           | 09204733 |
|                                         | Mietshaus in geschlossener Bebauung mit Vorgarten       | Heinrich-Schütz-Straße 118 (Karte)      | 1903                | Qualitätvolles gründerzeitliches Mietshaus mit symmetrisch gegliederter Fassade, zurückhaltend dekoriert, baugeschichtlich von Bedeutung                                                                                                 | 09204897 |
|                                         | Mietshaus in geschlossener Bebauung mit Vorgarten       | Heinrich-Schütz-Straße 120 (Karte)      | 1912                | Zeittypischer Mietsbau im Reformstil der Zeit um 1910, bewegte Dachlandschaft, Teil der symmetrischen Bebauung Nr. 120–136, baugeschichtlich von Bedeutung                                                                               | 09204747 |
|                                         | Mietshaus in geschlossener Bebauung mit Vorgarten       | Heinrich-Schütz-Straße 122 (Karte)      | 1912                | Zeittypischer Mietsbau im Reformstil der Zeit um 1910, bewegte Dachlandschaft, Teil der symmetrischen Bebauung Nr. 120–136, baugeschichtlich von Bedeutung                                                                               | 09204752 |
|                                         | Doppelmietshaus in geschlossener Bebauung mit Vorgarten | Heinrich-Schütz-Straße 124, 126 (Karte) | 1912                | Zeittypischer Mietsbau im Reformstil der Zeit um 1910, bewegte Dachlandschaft, Teil der symmetrischen Bebauung Nr. 120–136, baugeschichtlich von Bedeutung                                                                               | 09204652 |
|                                         | Mietshaus in geschlossener Bebauung mit Vorgarten       | Heinrich-Schütz-Straße 128 (Karte)      | 1912                | Zeittypischer Mietsbau im Reformstil der Zeit um 1910, markante Bekrönung, Mittelbau der symmetrischen Zeilenbebauung Nr. 120–136, baugeschichtlich von Bedeutung                                                                        | 09204653 |
|                                         | Doppelmietshaus in geschlossener Bebauung mit Vorgarten | Heinrich-Schütz-Straße 130, 132 (Karte) | 1912                | Zeittypischer Mietsbau im Reformstil der Zeit um 1910, bewegte Dachlandschaft, Teil der symmetrischen Bebauung Nr. 120–136, baugeschichtlich von Bedeutung                                                                               | 09204687 |
|                                         | Mietshaus in geschlossener Bebauung mit Vorgarten       | Heinrich-Schütz-Straße 134 (Karte)      | 1912                | Zeittypischer Mietsbau im Reformstil der Zeit um 1910, bewegte Dachlandschaft, Teil der symmetrischen Bebauung Nr. 120–136, baugeschichtlich von Bedeutung                                                                               | 09204840 |
|                                         | Mietshaus in geschlossener Bebauung mit Vorgarten       | Heinrich-Schütz-Straße 136 (Karte)      | 1914                | Zeittypischer Mietsbau im Reformstil der Zeit um 1910, bewegte Dachlandschaft, Teil der symmetrischen Bebauung Nr. 120–136, baugeschichtlich von Bedeutung                                                                               | 09204841 |
|                                         | Mietshaus in Ecklage mit Vorgarten                      | Heinrich-Schütz-Straße 138 (Karte)      | 1920er Jahre        | Qualitätvolles traditionalistisches Wohnhaus, das Gebäude schließt eine in sich symmetrisch gegliederte Mietshauszeile städtebaulich wirksam ab, baugeschichtlich von Bedeutung                                                          | 09204898 |
|                                         | Mietshaus in geschlossener Bebauung                     | Yorckstraße 12 (Karte)                  | 1906                | Zeittypischer gründerzeitlicher Mietsbau mit markanten Dacherkern, baugeschichtlich von Bedeutung | 09204843 |
|                                         | Mietshaus in halboffener Bebauung                       | Yorckstraße 14 (Karte)                  | Bezeichnet mit 1906 | Qualitätvolles gründerzeitliches Mietshaus in Klinkermischbauweise mit mittenbetonter Fassadengliederung, Dekordetails mit Jugendstilanklängen, baugeschichtlich von Bedeutung                                                           | 09204868 |
|                                         | Verwaltungsgebäude (mit vier Hausnummern)               | Zeisigwaldstraße 69, 71, 73, 75 (Karte) | Um 1900             | Stattlicher, breitgelagerter Backsteinbau mit kräftiger Lisenengliederung und doppelt gefassten Segmentbogenfenstern, baugeschichtlich von Bedeutung                                                                                     | 09204836 |
| Weitere Bilder                          | Villa mit Garten                                        | Zeisigwaldstraße 76 (Karte)             | Um 1920             | Besonders anspruchsvoll gestalteter, weitestgehend original erhaltener Villenbau mit differenzierter barockisierender Putzdekoration und zeitgleich entstandenem Villengarten von baugeschichtlichem und gartenkünstlerischem Wert       | 09204825 |
| Weitere Bilder                          | Villa mit Garten und Einfriedung                        | Zeisigwaldstraße 80 (Karte)             | Um 1920             | Repräsentativer Villenbau mit bewegter Massengliederung und historisierender Putzdekoration, parkartig gestalteter Garten, von baugeschichtlichem und gartenkünstlerischem Wert                                                          | 09204835 |

## Ehemalige Denkmäler
| Bild                                    | Bezeichnung | Lage                              | Datierung | Beschreibung                                                                | ID |
| --------------------------------------- | ----------- | --------------------------------- | --------- | --------------------------------------------------------------------------- | -- |
| Direkt Bild zu diesem Denkmal hochladen | Mietshaus   | Augustusburger Straße 219 (Karte) |           | Abgerissen zwischen 2001 und 2006, Streichung aus der Denkmalliste vor 2010 |    |
| Direkt Bild zu diesem Denkmal hochladen | Mietshaus   | Augustusburger Straße 235 (Karte) |           | Abgerissen zwischen 2001 und 2006, Streichung aus der Denkmalliste vor 2010 |    |
| Direkt Bild zu diesem Denkmal hochladen | Mietshaus   | Augustusburger Straße 237 (Karte) |           | Abgerissen zwischen 2001 und 2006, Streichung aus der Denkmalliste vor 2010 |    |

## Tabellenlegende
- Bild: Bild des Kulturdenkmals, ggf. zusätzlich mit einem Link zu weiteren Fotos des Kulturdenkmals im Medienarchiv Wikimedia Commons. Wenn man auf das Kamerasymbol klickt, können Fotos zu Kulturdenkmalen aus dieser Liste hochgeladen werden:
- Bezeichnung: Denkmalgeschützte Objekte und ggf. Bauwerksname des Kulturdenkmals
- Lage: Straßenname und Hausnummer oder Flurstücknummer des Kulturdenkmals. Die Grundsortierung der Liste erfolgt nach dieser Adresse. Der Link (Karte) führt zu verschiedenen Kartendiensten mit der Position des Kulturdenkmals. Fehlt dieser Link, wurden die Koordinaten noch nicht eingetragen. Sind diese bekannt, können sie über ein Tool mit einer Kartenansicht einfach nachgetragen werden. In dieser Kartenansicht sind Kulturdenkmale ohne Koordinaten mit einem roten bzw. orangen Marker dargestellt und können durch Verschieben auf die richtige Position in der Karte mit Koordinaten versehen werden. Kulturdenkmale ohne Bild sind an einem blauen bzw. roten Marker erkennbar.
- Datierung: Baubeginn, Fertigstellung, Datum der Erstnennung oder grobe zeitliche Einordnung entsprechend des Eintrags in der sächsischen Denkmaldatenbank
- Beschreibung: Kurzcharakteristik des Kulturdenkmals entsprechend des Eintrags in der sächsischen Denkmaldatenbank, ggf. ergänzt durch die dort nur selten veröffentlichten Erfassungstexte oder zusätzliche Informationen
- ID: Vom Landesamt für Denkmalpflege Sachsen vergebene, das Kulturdenkmal eindeutig identifizierende Objekt-Nummer. Der Link führt zum PDF-Denkmaldokument des Landesamtes für Denkmalpflege Sachsen. Bei ehemaligen Kulturdenkmalen können die Objektnummern unbekannt sein und deshalb fehlen bzw. die Links von aus der Datenbank entfernten Objektnummern ins Leere führen. Ein ggf. vorhandenes Icon  führt zu den Angaben des Kulturdenkmals bei Wikidata.

## Ausführliche Denkmaltexte
1. ↑  Wohnhaus Drosselweg 25:

Eigenheim – Typ EW/58 – E 51. 1958 für den aus Burgstädt stammenden Baumeister Werner Caro erbaut. Die Bauausführung übernahm die Produktionsgenossenschaft des Bauhandwerks „Aufbau“ aus Karl-Marx-Stadt. Das Bauvorhaben wird in der Antragstellung zur Baugenehmigung als „Arbeiterwohnungsbau-Eigenheim“ bezeichnet, in der Baugenehmigung als „individuelles Eigenheim“. Vermutlich handelt es sich bei diesem Bauwerk tatsächlich um einen Typenbau und nicht um einen individuellen Entwurf. Dies geht aus den Bauakten und der vergleichbaren Nachbarbebauung hervor. Es handelt sich um ein großzügig dimensioniertes Einfamilienwohnhaus mit gediegener Ausstattung. So befinden sich beispielsweise im Erdgeschoss neben der Küche ein großes Wohnzimmer und ein Arbeitszimmer. Im Obergeschoss gibt es neben dem Schlafzimmer zwei Kinderzimmer und das Bad. Das Gebäude ist vollständig unterkellert. Dort befindet sich auch eine Garage. Zentral angeordnet ist eine Kachelofenluftheizung, mit der alle Räume des Hauses zumindest in der Übergangsjahreszeit ausreichend beheizt werden konnten. In der Baugenehmigung war ausdrücklich darauf hingewiesen worden, dass der Flur durch Türen mit Glaseinsätzen ausreichend belichtet werden soll. Die Räume im Erdgeschoss wurden mit Parkettfußböden ausgestattet. Die Ausstattung des Hauses ist ausgesprochen qualitätvoll. Im Vergleich zu den sonstigen kriegsbedingten Wohnbedingungen in Chemnitz mit überlegtem Wohnraum, vielfach noch Trockentoiletten, teilweise sogar im Hof, handelt es sich bei diesem Haus wohl um ein privilegiertes Bauvorhaben, welches nicht zum Standard der Entstehungszeit gehört. Auf Grund dieser Tatsache kommt dem relativ selten anzutreffenden Bauwerk dieser Bauperiode eine große baugeschichtliche Bedeutung zu.